# Thedford, Nebraska
Thedford är administrativ huvudort i Thomas County i Nebraska. Enligt 2020 års folkräkning hade Thedford 208 invånare.